# Lithoselatium tantichodoki
Lithoselatium tantichodoki is een krabbensoort uit de familie van de Sesarmidae. De wetenschappelijke naam van de soort is voor het eerst geldig gepubliceerd in 2009 door Promdam & Ng.